# Alleghenyfloden

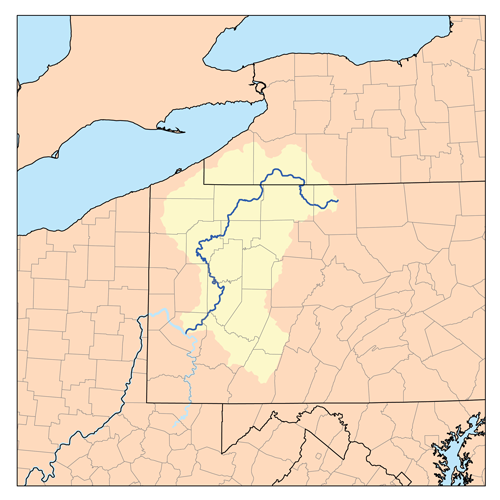
Alleghenyfloden och dess avrinningsområde (gult) i delstaterna New York (överst) och Pennsylvania.

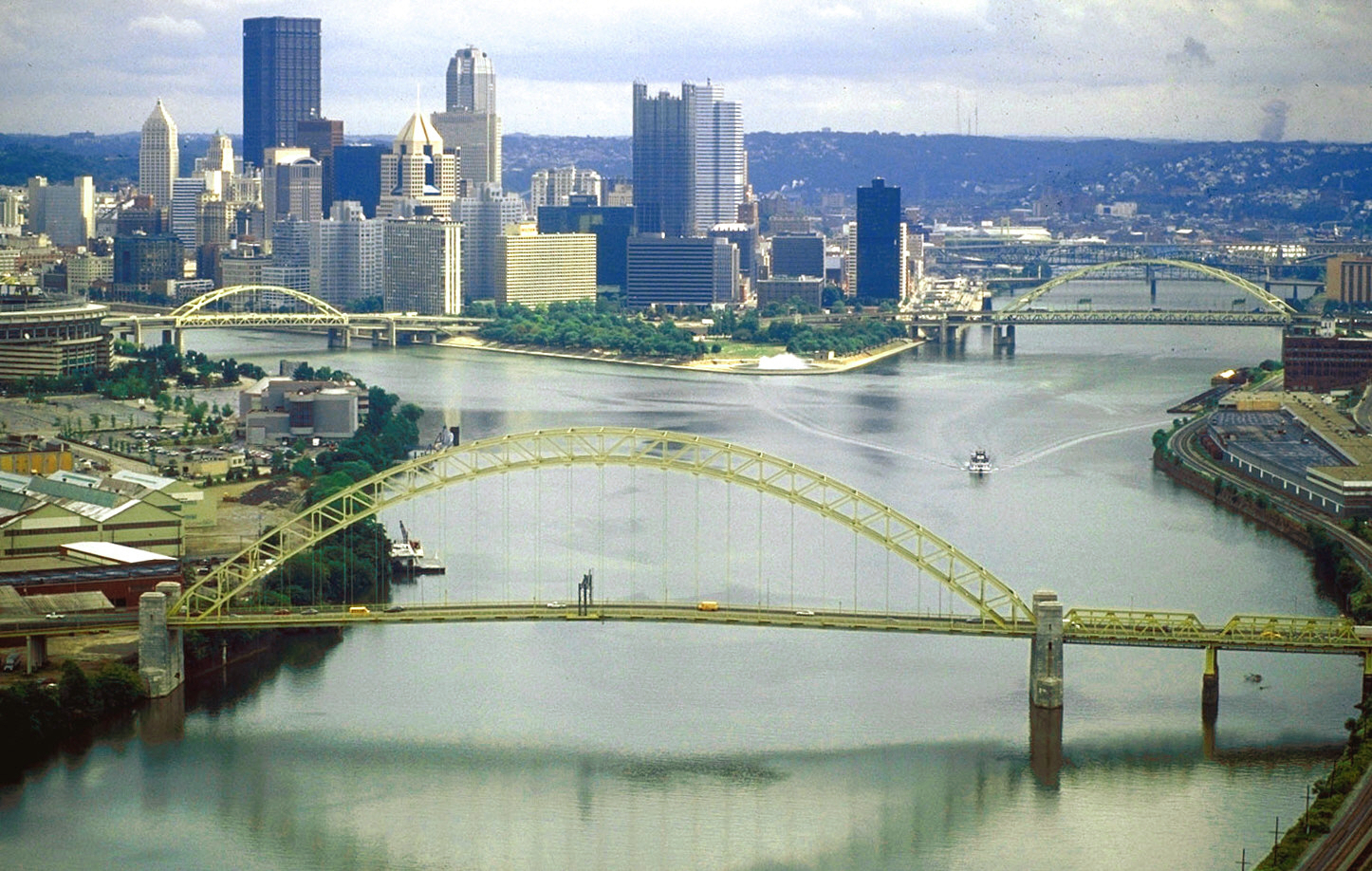
Alleghenyfloden till vänster och Monongahelafloden till höger flyter samman för att bilda Ohiofloden i Pittsburgh.

Alleghenyfloden (engelska: Allegheny River) är en biflod till Ohiofloden och ligger i nordöstra USA.
Tillsammans med Monongahelafloden bildar den Ohiofloden när de två floderna flyter samman vid Pittsburgh.
Floden är cirka 523 kilometer lång och rinner genom delstaterna New York och Pennsylvania.